# Ikeda (Gifu)
Ikeda (jap. 池田町 Ikeda-chō) – miasto w Japonii, na wyspie Honsiu, w prefekturze Gifu. Według danych na rok 2020 miejscowość zamieszkiwało 23 360 mieszkańców , a gęstość zaludnienia wyniosła 602,1 os./km².